# Idioporus affinis
Idioporus affinis (лат.) — вид хальцидоидных наездников, единственный в составе рода Idioporus и семейства Idioporidae (Chalcidoidea).

## Описание
Мелкие паразитические хальцидоидные наездники, длина тела около 1 мм (самки от 0,85 до 1,15 мм). Антенны с 9 члениками жгутика, включая 4 отчётливых сегмента булавы. Клипеус с поперечной субапикальной бороздкой. Лабрум скрыт за наличником, гибкий, субпрямоугольный, с краевыми волосками в ряд. Мандибулы с 2 зубцами. Субфораминальный мост с постгеном, разделенным нижним тенториальным мостом. Мезоплевральная область без расширенного акроплеврона; мезэпимерон не выступает за передний край метаплеврона. Все ноги с 4 члениками лапок; шпора передней ноги длинная и слабо изогнута; базитарзальный гребень продольный.
Паразитоиды белокрылок (Aleurodicus dugesii, Aleyrodidae).

## Систематика
Вид был впервые описан в 1997 году. Одновременно он был выделен в отдельный род и трибу Idioporini в составе подсемейства Eunotinae из семейства Pteromalidae. В 2022 году в ходе реклассификации Pteromalidae это крупнейшее семейство хальцидоидных наездников было разделено на 24 семейства и Idioporini выделены в отдельное семейство Idioporidae.
Idioporus affinis — очень характерный вид в надсемействе Chalcidoidea, который был проблематичен в размещении независимо от того, использовалась ли морфология или молекулярные данные. По сравнению с большинством других семейств, он отличается количеством тарсомеров; только у рода Zebe (Pirenidae) четыре тарсомера, но Zebe отличается тем, что большинство члеников жгутика сильно редуцировано. Idioporus отличается от других таксонов с 4-сегментными лапками на всех ногах, таких как Eulophidae и Calesidae, а также наличием толстой и слегка изогнутой шпоры предней ноги.
- Idioporidae LaSalle, Polaszek & Noyes, 1997
  - Idioporus LaSalle & Polaszek, 1997[4]
    - Idioporus affinis LaSalle & Polaszek, 1997 (Северная и Центральная Америка: Гватемала, Коста-Рика, Мексика, Сальвадор)[5]